# Urceolina
Urceolina es un género de plantas herbáceas, perennes y bulbosas perteneciente a la familia Amaryllidaceae. Comprende siete especies.
Es originaria de Sudamérica y parte de América central, originarias de Bolivia, Brasil, Colombia, Costa Rica, Ecuador, Guatemala, Panamá y Perú.
Muchas especies de este género comparten el nombre común de Lirio Amazónico.

## Taxonomía
El género fue descrito por Ludwig Reichenbach y publicado en Conspectus Regni Vegetabilis 61. 1828. La especie tipo es: Urceolina pendula Herb. 

## Especies aceptadas
A continuación se brinda un listado de las especies del género Urceolina aceptadas hasta agosto de 2011, ordenadas alfabéticamente. Para cada una se indica el nombre binomial seguido del autor, abreviado según las convenciones y usos.
- Urceolina ayacucensis Ravenna
- Urceolina cuzcoensis Vargas
- Urceolina fulva Herb.
- Urceolina latifolia (Herb.) Benth. & Hook.f.
- Urceolina microcrater Kraenzl.
- Urceolina robledoana (Vargas) Traub
- Urceolina urceolata (Ruiz & Pav.) Asch. & Graebn.

## Estatus de Conservación
Muchas de las especies del género están en peligro de extinción. Por ejemplo, Urceolina hartwegiana y U. subedentata están amenazadas de extinción y la U. tenera figura como extinta.